# Isländische Fußballmeisterschaft 1963
Die isländische Fußballmeisterschaft 1963 war die 52. Spielzeit der höchsten isländischen Fußballliga. Die Liga begann am 23. Mai 1963 und endete mit den letzten Spielen am 25. August 1963.
Es nahmen sechs Mannschaften am Bewerb teil, der in einer einfachen Hin- und Rückrunde ausgetragen wurde. Der Titel ging zum 18. Mal an den KR Reykjavík.

## Abschlusstabelle
| Pl. | Verein             | Sp. | S | U | N | Tore    | Quote | Punkte |
| --- | ------------------ | --- | - | - | - | ------- | ----- | ------ |
| 1.  | KR Reykjavík (P)   | 10  | 7 | 1 | 2 | 027:160 | 1,69  | 15:50  |
| 2.  | ÍA Akranes         | 10  | 6 | 1 | 3 | 025:170 | 1,47  | 13:70  |
| 3.  | Valur Reykjavík    | 10  | 4 | 2 | 4 | 020:200 | 1,00  | 10:10  |
| 4.  | Fram Reykjavík (M) | 10  | 4 | 1 | 5 | 011:200 | 0,55  | 09:11  |
| 5.  | ÍB Keflavík (N)    | 10  | 3 | 1 | 6 | 015:190 | 0,79  | 07:13  |
| 6.  | ÍBA Akureyri       | 10  | 2 | 2 | 6 | 016:220 | 0,73  | 06:14  |

| (M) | amtierender isländischer Meister     |
| (P) | amtierender isländischer Pokalsieger |
| (N) | Neuaufsteiger                        |

### Kreuztabelle
Die Kreuztabelle stellt die Ergebnisse aller Spiele dieser Saison dar. Die Heimmannschaft ist in der ersten Spalte aufgelistet, die Gastmannschaft in der obersten Reihe. Die Ergebnisse sind immer aus Sicht der Heimmannschaft angegeben.
| 1963            | Fram Reykjavík | ÍBA Akureyri | ÍA Akranes | ÍB Keflavík | KR Reykjavík |     |
| Fram Reykjavík  |                | 1:0          | 2:2        | 1:0         | 2:5          | 1:0 |
| ÍBA Akureyri    | 1:2            |              | 1:3        | 0:2         | 1:2          | 2:1 |
| ÍA Akranes      | 5:2            | 3:1          |            | 4:2         | 2:1          | 1:2 |
| ÍB Keflavík     | 2:0            | 2:4          | 2:1        |             | 1:2          | 1:1 |
| KR Reykjavík    | 2:0            | 2:2          | 3:1        | 3:2         |              | 7:2 |
| Valur Reykjavík | 3:0            | 4:4          | 1:3        | 3:1         | 3:0          |     |

## Torschützen
Die folgende Tabelle gibt die besten Torschützen der Saison wieder.
| Rang | Tore | Spieler               | Verein       |
| ---- | ---- | --------------------- | ------------ |
| 1.   | 9    | Skuli Hakonarsson     | ÍA Akranes   |
| 2.   | 7    | Ellert B. Schram      | KR Reykjavík |
|      | 7    | Gunnar Felixson       | KR Reykjavík |
|      | 7    | SigÞor Jakobsson      | KR Reykjavík |
| 5.   | 6    | Steingrimur Björnsson | ÍBA Akureyri |
| 5.   | 6    | Ingvar Elisson        | ÍA Akranes   |